# Beaulieu (Ardèche)
Beaulieu ist eine französische Gemeinde im Département Ardèche mit 538 Einwohnern (Stand 1. Januar 2022). Die Einwohner der Ortschaft werden Belliloquois und Belliloquoises genannt.

## Geographie
Beaulieu liegt im weiten Schwemmtal des Chassezac, etwa 3 km vom Fluss entfernt im äußersten Süden des Départements. Das Bergmassiv der Tanargue schließt sich westlich des Ortes an. Nachbargemeinden sind Grospierres und Berrias-et-Casteljau. Nächstgrößte Stadt ist Alès in 29 km Entfernung Richtung Südwesten. Der ehemalige Bahnhof an der eingestellten Strecke Vogüé–Robiac-Rochessadoule wurde in eine Gaststätte umgewandelt.

## Geschichte
Beaulieu stand zunächst unter der Lehnsherrschaft der Familie Grospierres, anschließend wurde das Dorf den Joyeuses übergeben und gegen Ende des Mittelalters an die Familie Gascon. Funde von gallo-römischen Tongefäßen weisen aber schon auf eine Besiedlung des Gebietes bereits in der Antike hin.

### Bevölkerungsentwicklung
| Jahr                       | 1962 | 1968 | 1975 | 1982 | 1990 | 1999 | 2006 | 2017 |
| Einwohner                  | 452  | 418  | 417  | 404  | 373  | 400  | 425  | 498  |
| Quellen: Cassini und INSEE |      |      |      |      |      |      |      |      |

## Sehenswürdigkeiten
Beliebte Ausflugsziele sind die Dolmen im Bois des Roches. Außerdem besitzt Beaulieu eine Kirche aus dem 19. Jahrhundert, die Kapelle des Divols, die auch Saint-Régis genannt wird, sowie die Ruinen des alten Klosters Saint-Maurice.
Der Ort ist darüber hinaus ein beliebtes Reiseziel von Naturfreunden, die die Schluchten des Chassezac und die Tanargue besichtigen wollen. Außerdem liegen im Gemeindegebiet die Felsen von Carabasse und der Peyrol de Beaulieu, ein Krater mit der Form einer Brunnenschale und einem Durchmesser von 20 Metern.